# Kinkiconocephalopsis
Kinkiconocephalopsis är ett släkte av insekter. Kinkiconocephalopsis ingår i familjen vårtbitare.
Kladogram enligt Catalogue of Life:
| Kinkiconocephalopsis | \| \| Kinkiconocephalopsis koyasanensis \| \| \| \| \| \| Kinkiconocephalopsis matsuurai \| \| \| \| |
|                      | \| \| Kinkiconocephalopsis koyasanensis \| \| \| \| \| \| Kinkiconocephalopsis matsuurai \| \| \| \| |
|                      | Kinkiconocephalopsis koyasanensis                                                                    |
|                      | |
|                      | Kinkiconocephalopsis matsuurai                                                                       |
|                      | |